# Pamela Paris
Pamela Paris, nota anche con il solo prenome Pamela (Napoli, 30 giugno 1962), è una cantante e attrice italiana.

## Biografia
Debutta a sei anni in uno spettacolino di voci nuove al teatro Posillipo, organizzato da G. Cialvi con il brano cantato da Adriano Celentano Azzurro di Vito Pallavicino e Paolo Conte. A otto anni,  debutta al teatro Splendore (in seguito ribattezzato Trianon) con una sceneggiata Giustizia 'e Mamma; personaggio di una bambina sedotta. Si è esibita in varie interpretazioni all'ex Splendore e alle competizioni per bambini in Campania.
Nel 1974 debutta per la prima volta a teatro con Pino Mauro, insieme al padre, l'attore Franco Prorogiglio, con la sceneggiata Nnanz''a corte, e 'O motoscafo, poi nel 1977 con "Grazie Mari" dove sostituì a soli 14 anni nel ruolo di prima donna, l'artista Mirna Doris. Sempre nell'anno 1977 debutta per la prima volta nella cinematografia sempre con Pino Mauro nel film Onore e Guapparia nel ruolo della sposa.
Nel 1978, a sedici anni, incide il suo primo lp Concerto d'amore; negli anni seguiranno altri album. Nel 1980 partecipa e vince il Festival di Napoli  nuove tendenze con il brano 'O bene mio si tu (45g Gulp, SIK 9080 'O bene mio si' tu/Pazza 'e te), l'anno successivo è stata ospite nella finale della seconda edizione del Festival di Napoli e le nuove tendenze edizione serie oro e nello stesso anno si classifica seconda con il brano Si vuò (45g Gulp, AUK 9098 Si vuo'/Tuorne ammore).
Nel 1982 firma un contratto con la Gold Music che le permetterà di debuttare al Maschio Angioino e di tenere concerti all'estero. La sua carriera artista decolla e partecipa a programmi quali: Domenica In con Pippo Baudo, Blitz e Prisma con Gianni Minà e affianca, al cinema, alcune delle più grandi star del panorama della musica, del cinema e del teatro napoletano (e non), tra cui: Pino Mauro, Trottolino, Maria Di Maio, Mario Merola, Regina Bianchi, Tecla Scarano, Nunzia Fumo, Gloria Christian, Franco Ricci, Alberto Amato, Alberto Berri, Giacomo Rondinella, Nino Taranto, i fratelli Maggio, Claudia Cardinale, Antonio Sabàto, Agostina Belli, Mara Venier, Enzo Cannavale e altri.
Nel 1989 la Paris prende parte ad Aspettando Sanremo, trasmissione presentata da Claudio Lippi che rappresentava la selezione per i partecipanti al Festival di Sanremo nella sezione degli "Emergenti". In quell'occasione propone il brano Quattro facciate, che sarà pubblicato come lato B del singolo contenente Sorridimi, il pezzo che avrebbe cantato al Festival se avesse superato l'eliminatoria.
Partecipa anche alla serie TV La nuova squadra con l'attore Pietro Taricone, nel ruolo di Assunta Ciccarelli, moglie del barbiere Tonino Ciccarelli, interpretato dall'attore Franco Pinelli. È stata protagonista di un suo spettacolo, "classicamente Napoli nel mondo" scritto e diretto da Franco Prorogiglio, presentato da Nando Iannuzzi, al piano il maestro Enzo D'Onofrio. Partecipa nel 2016 al festival "Partenope" conduttori Anna Falchi e Gianni Simeoli, uscendone come vincitrice con il brano "N'ata jurnata nova" di Piero Cucco.

## Discografia
- 1978 - Concerto d'amore (Nuova New York, PALP 3349)
- 1980 - 'O bene mio si' tu (Gulp, KAL 1193)
- 1982 - Avemaria (Gulp, JAL 1212)
- 1983 - Con tanti auguri (Stanford, BL 75908)
- 1984 - Zappatore (Sirio, LP 00214 (Compilation con brani cantati da Pamela Paris, Mario Merola, Gloria Christian, Ernesto Mahieux, Luca Nasti, Tilde De Spirito))
- 1989 - Io e Peppino Russo (City Record, C 1139)
- 1991 - Canzoni classiche di mezzo secolo (Phonotype, AZQ 40144)
- 1992 - Giochi d'amore (Phonotype, AZQ 40147)

## Filmografia parziale
- Onore e guapparia, regia di Tiziano Longo (1977)
- Zappatore, regia di Alfonso Brescia (1980)
- Carcerato, regia di Alfonso Brescia (1981)
- I figli... so' pezzi 'e core, regia di Alfonso Brescia (1981)
- Tradimento, regia di Alfonso Brescia (1982)
- Giuramento, regia Alfonso Brescia (1982)
- Torna, regia di Stelvio Massi (1984)
- Guapparia, regia di Stelvio Massi (1984)
- La nuova squadra, regia di registi vari (2008)